# Delphinosz
Delphinosz, görög mitológiai alak, a tenger istene, Poszeidón küldötte. Amikor a tenger istene hiába ostromolta a szép Amphitritét, Delphinoszt küldte el az istennőhöz, hogy tudassa vele szerelmét. Delphinosz oly ügyesen teljesítette a megbízatást, hogy Amphitrité végül engedett, Poszeidón pedig hálája jeléül az égboltra emelte (Delfin csillagkép). E csillagkép eredetéről egy másik mítosz is létezik, lásd: Areión.